# Beki Bekić
Beki Bekić (eigentlich Behljulj Behljuljević; * 29. November 1961 in Gusinje, SFR Jugoslawien) ist ein montenegrinischer Folklore-Sänger.
Beki hat sein erstes Single 1981 aufgenommen. Sein erstes Album veröffentlichte er 1985 noch beim staatlichen jugoslawischen Label PGP-RTB.
Eines seiner bekanntesten Lieder ist die Ballade Otac aus dem Jahr 1995. Er komponierte auch für andere Sänger, darunter Dragana Mirković oder Šaban Šaulić.

## Diskografie

### Alben
- 1985: Meni mala zamera
- 1986: Ne zaboravi me
- 1987: Joj što volim muziku narodnu
- 1989: Alipašin izvor
- 1991: Život je tamnica
- 1992: Моžda te još volim
- 1993: Šećeru moj
- 1995: Prodavac samoće
- 1997: Zlatija
- 1999: Rani me rani
- 2004: Boja mastila
- 2008: Veliko srce
- 2012: Tebi pjevam oj Gusinje moje
- 2013: Crni dijamant

### Singles
- 1981: Lažno pismo/Odlazim na pusto ostrvo